# Prosopocerini
Prosopocerini – plemię chrząszczy z rodziny kózkowatych i z podrodziny zgrzypikowych. 

## Zasięg występowania
Przedstawiciele tego plemienia występują w Afryce oraz na Półwyspie Arabskim.

## Systematyka
Do Prosopocerini zalicza się 286 gatunków i 4 rodzaje:
- Bangalaia
- Bangaloides
- Parabangalaia
- Prosopocera

## Przypisy

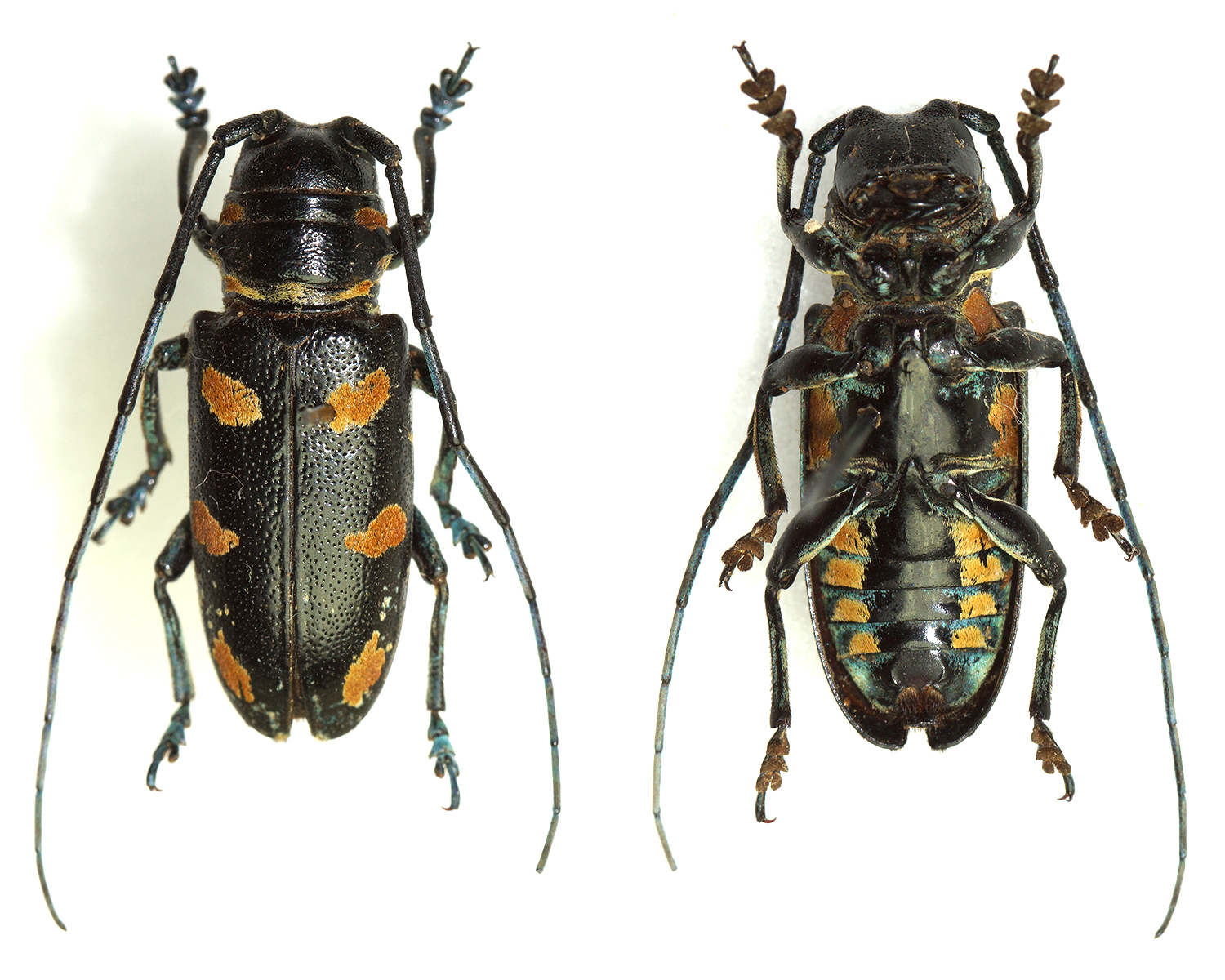
Bangalaia fulvosignata